# Уильямс, Фрэнсис (поэт)
Фрэнсис Уильямс (англ. Francis Williams; 1702, Кингстон — 1770, Ямайка) — ямайский учёный и поэт, одним из самых известных свободных чернокожих людей на Ямайке.

## Биография
Фрэнсис Уильямс родился около 1690 года в английской колонии Ямайка. Статус семьи Уильямс как свободных чернокожих людей, владеющих собственностью, отличал их от других жителей Ямайки, которые в то время были в основном белыми колонистами и порабощенными африканцами. Хотя чернокожие люди в XVIII веке редко получали образование, Фрэнсис Уильямс и его братья и сестры могли позволить себе обучение благодаря богатству своего отца. Фрэнсис отправился в Европу, где, как сообщается, он находился в 1721 году.
Фрэнсис был официально объявлен подданным Великобритании и принял присягу на гражданство в 1723 году. Некоторые люди, например Эдвард Лонг, сообщали, что Фрэнсис Уильямс стал бенефициаром социального эксперимента, придуманного Джоном Монтегю, 2-м герцогом Монтегю, чтобы определить, может ли адекватное образование привести Уильямса к уровню интеллектуальных достижений его белых современников. Эта история гласит, что герцог заплатил Уильямсу за то, чтобы он посещал английскую гимназию, а затем продолжил обучение в Кембриджском университете. Эта история, вероятно, основана на отношениях Монтегю с Иовом Беном Соломоном и Игнатиусом Санчо. Однако в Кембридже нет данных о посещаемости Уильямса; более того, богатство семьи Уильямс могло бы легко поддержать его образование за границей без спонсорской поддержки герцога.
В 1720-х годах Уильямс вернулся на Ямайку, где открыл бесплатную школу для чернокожих детей. На Ямайке XVIII века большинство бесплатных школ были открыты только для детей бедных белых жителей. В своей школе Уильямс преподавал чтение, письмо, латынь и математику. Сторонники рабства, такие как Лонг, пытались преуменьшить образовательные достижения Уильямса.
На Ямайке Уильямс держал в рабстве людей, унаследованных им от отца.